# Adelina Patti

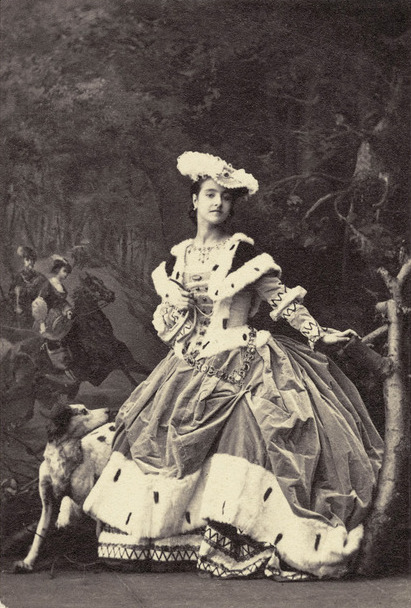
Adelina Patti antes de 1869

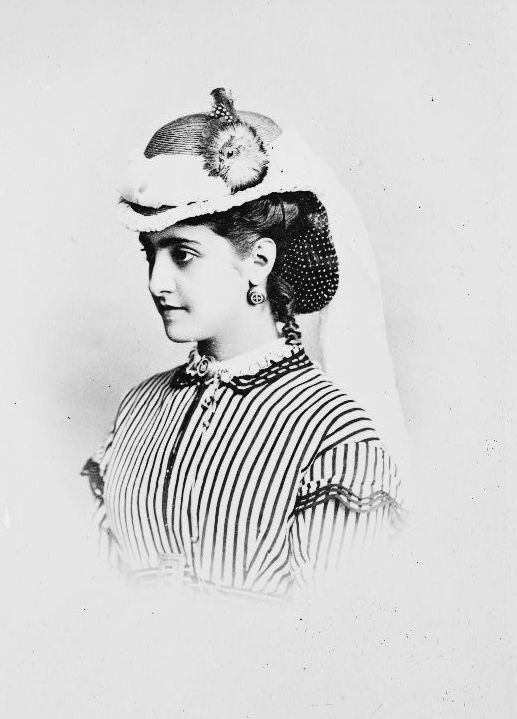
Adelina Patti, foto de 1861

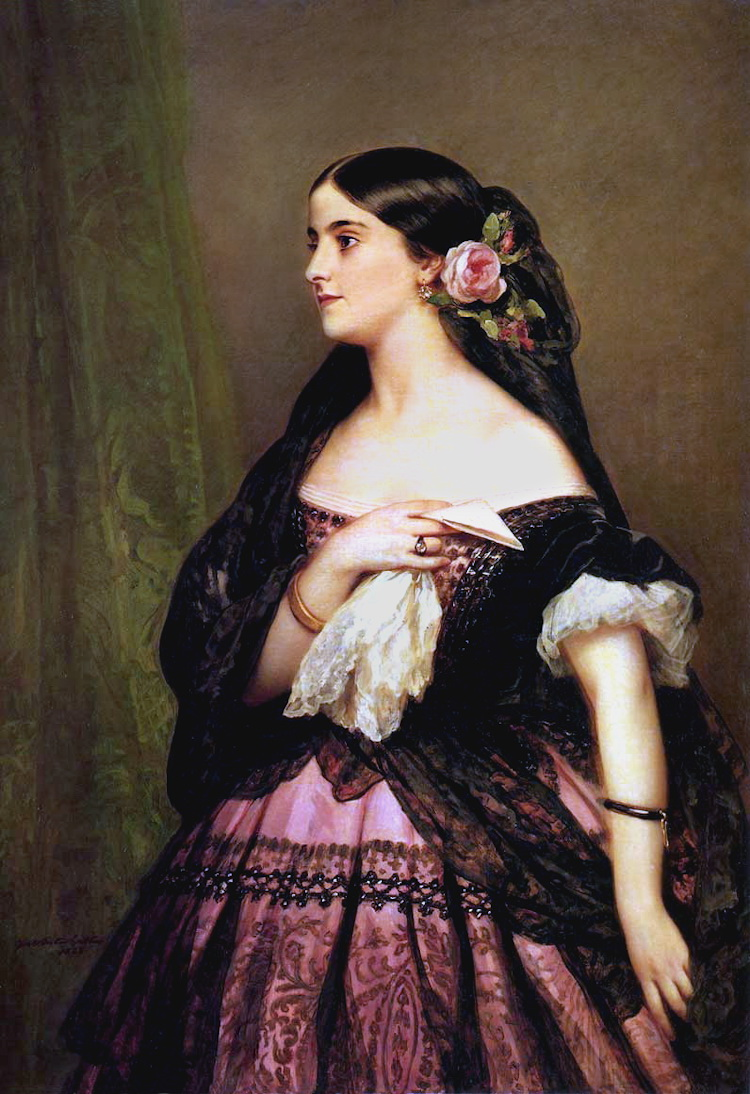
Adelina Patti en un retrato de Francisco Javier Winterhalter (1862)

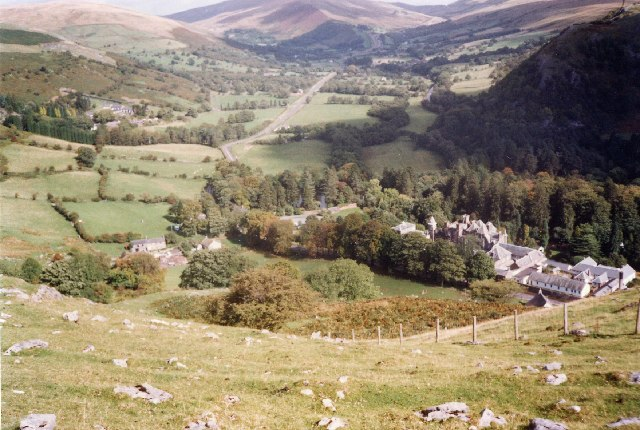
Su castillo en Swansea

Adelina Patti (Madrid, 19 de febrero de 1843-Craig-y-Nos, Gales, 27 de septiembre de 1919) fue una soprano italiana, prototipo de la diva (prima donna) de ópera, fue considerada la cantante más brillante de su tiempo y la soprano más notable del último cuarto del siglo XIX.
Durante sus años de triunfo, entre 1865 y 1890, su reinado en los escenarios fue absoluto. Supo ponerse a la cabeza de todas sus colegas, si bien rivales como Ilma de Murska, Pauline Lucca, Etelka Gerster, las suecas Jenny Lind y Christina Nilsson, y la alemana Thérèse Tietjens trataron de destronarla, nunca nadie pudo igualarla en perfección vocal, favor del público y olfato empresarial que la encumbraron según muchos al sitial de la cantante que más dinero ha ganado en su carrera.
Su triunfo estrepitoso se repitió en todos los escenarios donde cantó, dejando un sinnúmero de imitadoras —como Emma Albani, Arnoldson, Nellie Melba, Marcella Sembrich y Torresella—.
Dada su actitud de diva y conocida rivalidad con Christina Nilsson, se cree que el personaje de Carlotta Giudicelli de El fantasma de la ópera de Gastón Leroux está inspirado en ella.

## Su voz
Su tipo de voz era soprano ligera, y su rango vocal en su apogeo era de do4 hasta fa6; si bien no poseía un volumen descomunal, era timbrada e incisiva y su técnica le permitía hacer frente a cualquier masa orquestal sin dañar su órgano. Dominaba la técnica de coloratura con pasmosa facilidad, lo que le permitió encarnar con total éxito la vasta gama de heroínas de Rossini, Bellini y Donizetti.
Su órgano vocal era también mórbido, pastoso y aterciopelado, y todas sus ejecuciones tenían una precisión increíble de trinos, escalas, cambios de registro y ataques que dejaban pasmados a sus fanes como también a toda una generación de sopranos estudiantes de canto que según se dice desistieron de cantar tras pensar «jamás lograré cantar como la Patti».

## Sus inicios
Adela Juana María Patti nació en Madrid, donde entonces estaban trabajando sus padres, un matrimonio de artistas italianos, el 10 de febrero de 1843. Sus padres fueron el tenor Salvatore Patti y la soprano Caterina Chiesa Barilli. Mientras su madre interpretaba a Norma, debió interrumpir su actuación para dar a luz a Adelina.
La familia se mudó a Nueva York en 1847 y se instalaron en el barrio del Bronx en donde aún se encuentra la casa en la que Adelina creció. La familia, como la de muchos otros cantantes, funcionaba como una verdadera empresa ambulante: su padre y madre eran cantantes como también sus hermanas Amalia y Carlota, mientras que su hermano Carlo era director.
A los seis años comenzó a estudiar canto con su cuñado Maurice Strakosch y a los ocho años tuvo gran éxito cuando interpretó “Echo Song” y “I am a Bayadere” de Eckert en el Tripler’s Hall de Nueva York.
Durante un tiempo se presentó como niña prodigio, pero pronto hizo un paréntesis para tomar serios estudios de canto con Elisa Valentini, con su medio hermano Ettore Barilli y con Emanuele Muzio. Aunque más tarde aseguraría haber sido una autodidacta, lo cierto es que la base de su canto está en la enseñanza de su cuñado Maurice Strakosch, pianista y tenor que tuvo éxito como director de compañías operísticas.
Tuvo su segundo y definitivo debut en la Academy of Music de Nueva York con Lucia di Lammermoor, en noviembre de 1859 con tan solo 16 años de edad y bajo el seudónimo de “Little Florinda”.
En la temporada siguiente pudo presentarse en Il barbiere di Siviglia, Mossé, La Sonnambula, I Puritani, Don Pasquale, L'elisir d’amore, Linda di Chamounix, Don Giovanni (Zerlina), La Traviata, Rigoletto y además Ernani e Il Trovatore.
La comunidad italiana ya residente en Nueva York la adoptó como su ídolo desde un primer momento y Patti supo utilizar el favor del público para elevarse a un estatus de estrella. En 1860 se hizo conocer en varias otras ciudades afianzando su status de estrella emergente.

## La consolidación
En mayo de 1862 y a la edad de 18 años fue invitada a presentarse por primera vez en el Covent Garden de Londres como Amina en La Sonnambula y en donde actuaría por 25 temporadas consecutivas hasta 1886. El mismo año compró una casa en Clapham, al sur de Londres que le sirvió de base para sus próximos triunfos en Viena y París en donde repitió a Amina de Bellini con tumultuoso éxito. Siguieron también presentaciones en Madrid, Berlín y San Petersburgo.
Al año siguiente se presentó en la Casa Blanca en presencia de Abraham y Mary Lincoln que estaban de luto por su hijo Willie, muerto de tifus. La canción elegida, “Home Sweet Home”, llevó a las lágrimas a los Lincoln y se convirtió en uno de los caballos de batalla de la soprano.
En los siguientes años su carrera se convirtió en un continuo éxito tras éxito. Viajó a lugares tan extremos como San Petersburgo o Caracas, como también por todo Estados Unidos y Europa.
Con los años, su voz fue madurando y pasó de ser una soprano ligera de coloratura a una lírica neta con un canto más reposado y humano. Sus centros y graves adquirieron mayor presencia y la soprano incluyó con éxito a heroínas de corte más lírico como Julieta en Romeo y Julieta o Marguerite en Fausto y otras de tipo más dramático como Elvira en Ernani (con espectacular éxito en el Covent Garden), Semiramide de Rossini, Valentine en Les Huguenots y Selika en L'Africaine de Meyerbeer o Aida en el estreno de la opera en Londres.
Asidua invitada a los "Samedi soirs", veladas sabatinas en casa de Gioacchino Rossini, Patti interpretó ahí cierta vez el aria - "Una voce poco fa"- de El barbero de Sevilla del propio Rossini, en una manera muy retocada de arreglo probable de su cuñado Maurice Strakosch. Al terminar, Rossini le dijo "Excelente, querida, pero díganos ¿De quién es?.. Sin embargo, en 1868 estaba presente en la casa del compositor durante su agonía y cantó en sus funerales junto a Marietta Alboni, otro fenómeno de su tiempo. El mismo año se casó con el Marqués de Caux, escudero del emperador Napoleón III que era 18 años mayor que ella y con quien estuvo casada por más de 10 años.
Con un nombre y una fama ya forjados, Patti puso en práctica su talento para los negocios, que era tanto o más pulido que su talento vocal.

## Éxito económico y amoroso
Patti pasó a la historia no solo como la mejor soprano de su generación sino también como la cantante mejor pagada de la historia, tomando en cuenta las sucesivas inflaciones y deflaciones ocurridas desde 1870 sus cachés siguen siendo los más abultados que un cantante haya recibido jamás.
En su mejor periodo Patti cobraba U$ 5.000 dólares en oro por presentación en Estados Unidos y 200 guineas en Inglaterra. La suma se volvió incluso más estratosférica cuando en la temporada 1888-89 llegó a cobrar U$ 500.000 por función.
En 1875 conoció al tenor Ernesto Nicolini y comenzaron a cantar juntos en las diversas giras que la soprano organizaba. Ambos se vieron envueltos en un romance que acabó con el matrimonio de Patti.
En 1878 compró el castillo de Craig-y-Nos cercano a Abercraf en el sur de Gales por la suma de U$ 5.250 y se mudó a él, no con su marido, sino con Nicolini. Solamente en 1886 pudo obtener el divorcio después de entregarle a su marido U$ 96.000 como indemnización.
El mismo año inició una serie de ampliaciones en el castillo que incluían una nueva ala norte y sur, un invernadero, un teatro de 150 plateas réplica de La Scala milanesa y una torre con reloj todo por una suma que sobrepasaba los U$ 100.000. Todos estos enormes gastos retratan a la perfección el nivel de riqueza que había alcanzado la soprano. Por esa misma época su colección personal de joyas alcanzaba tal tamaño que se dice era la más grande después de la colección de la reina Victoria.
En la década de 1880 la soprano se paseó por toda América y Europa cobrando por cada nota que salía de su garganta, tanto que se tejieron gran número de anécdotas, leyendas e invenciones en torno a su figura.
El matrimonio con Nicolini se extendió desde 1886 hasta 1898 cuando el tenor falleció. Patti entonces contrajo matrimonio con el barón sueco Rolf Cederström, de 28 años, quien según los rumores, era su masajista. No tuvieron hijos pero a la muerte de la diva, él se volvió a casar y la hija de ese matrimonio, Brita Yvonne Cederström (1924) fue la única heredera de Patti.

## Su última etapa
En la década de 1890 Patti comenzó a espaciar sus actuaciones y desde 1893 se restringieron mayormente a conciertos. Pudo presentarse ya en el otoño de su carrera en el recién fundado Metropolitan Opera en el curso de una gala en 1892 cantando la escena de la locura de Lucia di Lammermoor y partes de Semiramide.
A mediados de la década comenzó una serie de conciertos cobrados a precios exorbitantes que muchas veces se acercaban al millón de dólares por concierto. La anécdota cuenta que cuando fue criticada por la prensa por ganar más dinero en una noche que el presidente en todo un año, Patti, molesta respondió: “Bien, ¡qué cante!”.
En 1897 concluyó su carrera teatral con La Traviata y Lucia di Lammermoor en Montecarlo aunque haría una última aparición como Rosina en Il barbiere di Siviglia pero de manera privada en el teatro de Jean de Reszke en París.
Su última gira de despedida por Estados Unidos en 1903, fue todo un fracaso artístico, pues la voz no era ni la sombra de lo que fue, aunque la cantante se esmeraba en negarlo siempre.
En 1905 luego de varias tentativas, accedió a grabar para la Grammophone & Typewriter Company, eso sí, bajo sus propias cláusulas que le permitieron grabar en la comodidad de su castillo y a la hora en que ella dispusiese. Se cuenta que tras grabar su primera pieza Patti insistió en oír la grabación, y mientras su voz surgía del altavoz del gramófono la soprano exclamó:

Oh mi Dios, ¡ahora comprendo por qué soy la Patti!... ¡Qué voz! ¡Qué artista! ¡Lo comprendo todo!

Su último concierto data de 1914 en el Royal Albert Hall de Londres, donde cantó “Voi che sapete” en el curso de una gala destinada a beneficencia de la Cruz Roja.
Adelina Patti falleció en su castillo en la localidad galesa de Brecock, el 27 de septiembre de 1919. Se encuentra enterrada en el cementerio del Père-Lachaise en París.

## Su importancia en la evolución vocal
El triunfo de Adelina Patti en el plano de la evolución en el gusto en la ópera marcó el inicio del largo reinado de la soprano ligera de coloratura en el mundo de la ópera.
Siendo una voz clara, ágil y maestra absoluta en el arte de la coloratura Patti, una vez en la cúspide, arremetió contra cualquier papel que le presentase la oportunidad de lucir sus trinos, agudos y sobreagudos.
Roles originalmente escritos para sopranos de condiciones vocales muy distintas a las suyas se convirtieron rápidamente en vehículo de lucimiento y objeto de la más inmisericorde tergiversación vocal.
Algunos como Amina, Lucia di Lammermoor, Norma, Elvira en Ernani, Semiramide o incluso Leonora en Il Trovatore sufrieron de esta pasión por parte de la artista de hacer oír su voz en todo. Otros como Rosina incluso pasaron de su origen de contralto al de soprano ligera sin la mínima consideración y con cambio de tonalidades de por medio.
La moda que vendría a partir de Patti prácticamente adjudicó todo el repertorio de coloratura a la soprano ligera, así papeles estrenados por sopranos dramáticas de coloratura comenzaron a sufrir de muchas mutaciones de estilo y nuevas modas y tradiciones implantadas tanto por la Patti como por el sinfín de imitadoras que le siguieron.
Hay que decir que Patti no fue la primera Rosina soprano ni menos la última pero si fue la más exitosa de su tiempo y su triunfo selló el destino de Rosina-soprano ligera por más de un siglo hasta el retorno a la cuerda original de mezzosoprano por Giulietta Simionato a mediados de los años 1950 o Marilyn Horne y Teresa Berganza en la década de 1960.
Los entonces precarios registros discográficos la muestran en su ocaso vocal, cuando tenía 63 años de edad.
El documental Queen of Song de 1993 interpretada por la soprano norteamericana June Anderson traza su vida.